# Джиклас, Генри Ли
| Открытые астероиды: 17               | Открытые астероиды: 17 |
| ------------------------------------ | ---------------------- |
| (1886) Лоуэлл                        | 21 июня 1949           |
| (2061) Анса                          | 22 октября 1960        |
| (2118) Флагстафф                     | 5 августа 1978         |
| (2201) Ольято                        | 22 декабря 1947        |
| (2313) Аруна                         | 15 октября 1976        |
| (2347) Вината                        | 7 октября 1936         |
| 2415 Ganesa                          | 28 октября 1978        |
| 3110 Wagman                          | 28 сентября 1975       |
| 3177 Chillicothe                     | 8 января 1934          |
| 3382 Cassidy                         | 7 сентября 1948        |
| 3487 Edgeworth                       | 28 октября 1978        |
| 3695 Fiala                           | 21 октября 1973        |
| (6277) 1949 QC1 [1]                  | 24 августа 1949        |
| (7731) 1978 UV                       | 28 октября 1978        |
| (10451) 1975 SE                      | 28 сентября 1975       |
| (15204) 1978 UG                      | 28 октября 1978        |
| (17353) 1975 TE                      | 10 октября 1975        |
| 1. совместно с Robert D. Schaldachom |                        |

Генри Ли Джиклас (англ. Henry Lee Giclas, 9 декабря 1910 — 2 апреля 2007) — американский астроном, первооткрыватель комет и астероидов, который работал в обсерватории Лоуэлла, вблизи города Флагстафф, Аризона. В период 1934 по 1978 год им было обнаружено в общей сложности 17 астероидов, в том числе из группы Аполлонов и Амуров и одна периодическая комета 84P/Джикласа.
Генри Джиклас родился 9 декабря 1910 года в городе Флагстафф, Аризона. В 1929 году поступил в колледж при Университете Южной Калифорнии, но в начале 1931 года вернулся в Аризону, после того как заболел аппендицитом. С 1931 по 1932 год временно работал ассистентом в обсерватории Лоуэлла, чтобы  заработать денег для окончания учёбы в Аризонском университете, который он окончил в 1937 году со степенью бакалавра. Женился в 1936 году и поселился в Марсе Хилл. С 1940 по 1941 год учился в аспирантуре университета Беркли.
С 1942 года начал работать как полноценный сотрудник в обсерватории Лоуэлла. Там он занимался астрофотографией, с целью обнаружения комет и астероидов и расчёта их орбит. С 1957 года начал систематический гипотетической планеты Х на своём 13-дюймовом телескопе, который продолжался в течение последующих восемнадцати лет. Помимо Джикласа в этом проекте участвовали ещё два астронома, Роберт Берне и Норман Томас.
С 1968 по 1979 год был профессором, доцентом кафедры астрономии в Университете штата Огайо. В этой должности он помогал студентам, приехавшим из штата Огайо, вести свои исследованиями в обсерватории, а с 1972 года и для студентов Университета Северной Аризоны. Эту работу он выполнял до выхода на пенсию в 1979 году.
Официально о своём уходе на пенсию и прекращении работы он объявил в письме 12 апреля 1979 года. Но неофициально, продолжал работать в обсерватории вплоть до своей смерти 2007 году в возрасте 96 лет.
В знак признания заслуг Генри Ли Джикласа его имя было присвоено одному из астероидов и кратеру на Плутоне.